# Енбек (футбольный клуб, Жезказган)
«Енбе́к» — казахстанский футбольный клуб из Жезказгана. Основан не позднее 1967 года.

## Названия

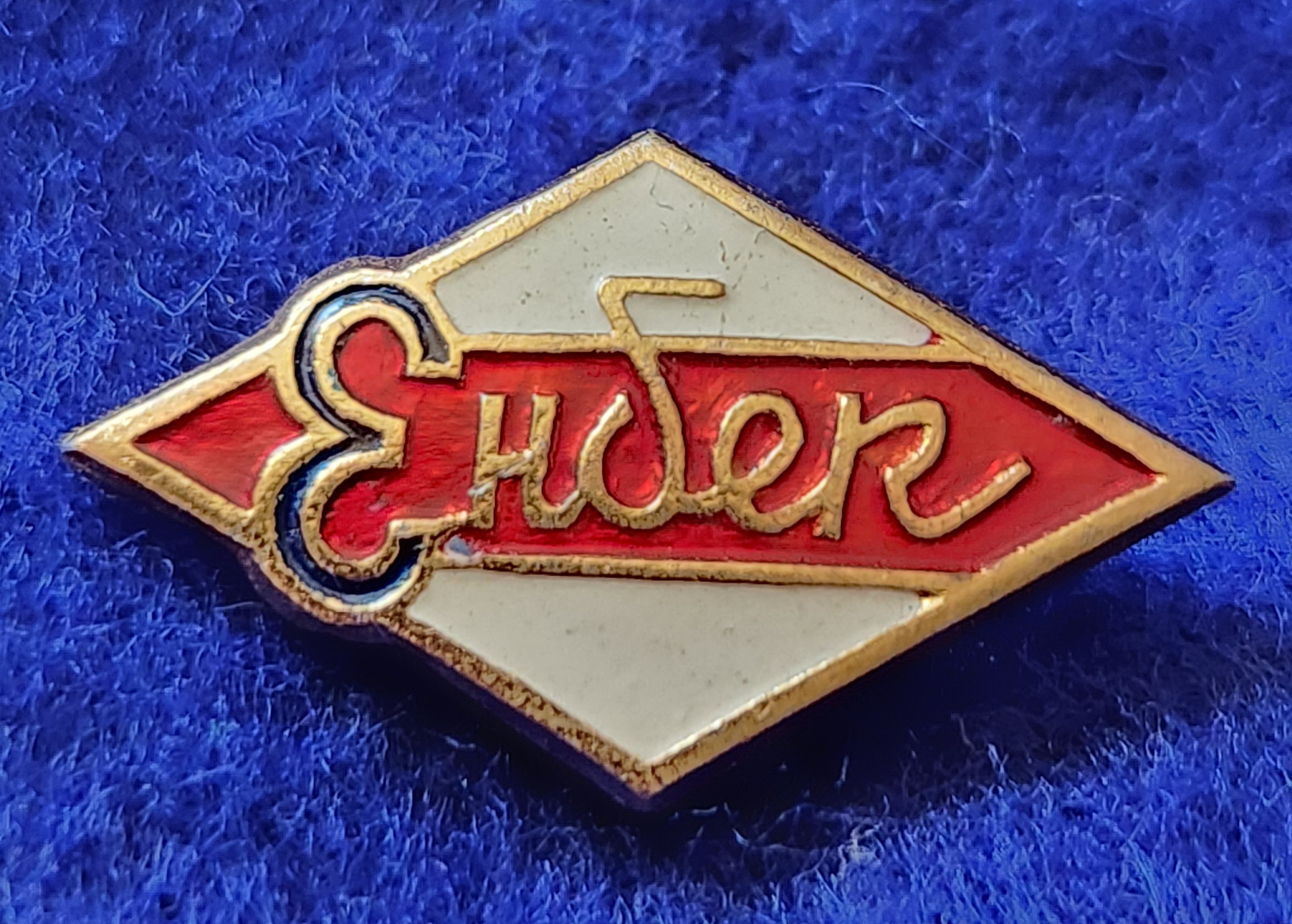
Енбек значок

- 1967—1974 — «Енбек»;
- 1975—1979 — «Горняк»;
- 1980—1990 — «Джезказганец»;
- 1991 — «Металлург»;
- 1992 — «Металлист»;
- 1993—1996 — «Енбек»;
- 1997—2000 — «Улытау»;
- 2001 — «Енбек».Енбек значок

## Достижения
- Во второй лиге СССР — 1 место (в классе «Б» 1968 года), поражение в переходном турнире.
- В высшей лиге Казахстана — 14 место (1997).
- В Кубке Казахстана — 1/4 финала (1996/1997).

## Тренеры
- Ченцов, Анатолий Терентьевич (1980—1982, 1989—1991)
- Ионкин, Анатолий Михайлович (1988—1989)